# Phước Trung, Gò Công Đông
Phước Trung là một xã thuộc huyện Gò Công Đông, tỉnh Tiền Giang, Việt Nam.

## Địa lý
Xã Phước Trung có vị trí địa lý:
- Phía đông giáp thị trấn Tân Hòa và xã Tăng Hòa
- Phía tây giáp huyện Gò Công Tây
- Phía nam giáp huyện Tân Phú Đông
- Phía bắc giáp xã Bình Nghị và huyện Gò Công Tây.

Xã có diện tích 21,32 km², dân số năm 1999 là 8.951 người, mật độ dân số đạt 420 người/km².

## Lịch sử
Sau năm 1975, Phước Trung là một xã thuộc huyện Gò Công cũ.
Ngày 13 tháng 4 năm 1979, Hội đồng Chính phủ ban hành Quyết định số 155-CP. Theo đó, chia huyện Gò Công thành hai huyện Gò Công Đông và Gò Công Tây, xã Phước Trung thuộc huyện Gò Công Đông như hiện nay.
Từ năm 2011 đến 2019, xã đã huy động được 293 tỷ đồng để phát triển cơ sở hạ tầng, giao thông,...trong đó tiền từ người dân là 82 tỷ đồng. Năm 2020, xã đạt chuẩn Nông thôn mới.

## Kinh tế - xã hội
Phần lớn dân cư trong xã sống bằng nông nghiệp, chủ yếu là canh tác lúa. Dọc sông Tiền và hai bên các con sông lớn trong xã là các khu nuôi thủy sản. Người dân trong xã cũng như các xã lân cận thường xuyên bị đe dọa bởi hạn hán. Điều này ảnh hưởng nghiêm trọng đến sản xuất nông nghiệp.
Cả xã có 30 tuyến đường với tổng chiều dài 15,89 km, tất cả đều "cứng hóa" thành đường nhựa hoặc đường bê tông. Đây cũng là yêu cầu để đạt chuẩn Nông thôn mới.